# 月球轨道器4号
月球轨道器4号是美国一艘无人探测器飞船，为"月球轨道器计划"所设计的在月球轨道上运行的系列探测器之一。在前三颗轨道探测器完成阿波罗计划所需的月图测绘和选址任务之后，该探测器被赋予了一个更宽泛的目标—"对月球表面特征进行系统拍摄调查，以进一步了解其性质、起源和演变过程，并为以后进行更详细科学研究的轨道和登陆任务提供选址依据"。该探测器还装备了收集月表地貌、磁场、辐射强度及微流星体撞击数据的设备。它被发射到地月间轨道上并转入环月球两极的椭圆形高轨上，其近月点2706公里、远月点6111公里(1681英里×3797英里)，倾角85.5度，运转周期12小时/圈。
1967年5月11日执行初始拍摄后不久，相机快门便出现开关失灵故障，由于担心快门会卡死在关闭的位置从而挡住镜头，地面人员决定将相机一直保持打开状态。而这需要不断调整轨道姿态，以防止光线渗入相机造成胶卷曝光。 5月13日人们发现部分胶卷已曝光损坏，快门在经测试后被部分关闭。而随后镜头又发现有些模糊，怀疑是低温所引起的冷凝，通过调整探测器轨道姿态升高了相机的温度，基本消除了雾化问题。从5月20日起读出驱动机构的停启控制持续出现故障，最终导致在5月26日决定中止拍摄部分的任务。尽管读取驱动器出现了问题，但整个胶卷还是被全部读取并发回。该探测器获得了1967年5月11日至26日的摄影数据，并于1967年6月1日被读取。而后，探测器进一步降低高度，为后续的月球轨道器5号收集轨道数据。
月球轨道4号总共拍摄了419帧高分辨率和127帧中等分辨率照片，涵盖月球正面99%的区域，图像宽度从58米到134米(190英尺到440英尺)。在整个任务期间，所有其他的实验都获得了精确的数据。 辐射数据显示由于太阳能粒子所产生的低能质子使月表辐射量有所升高。该探测器一直在运行中，直至其轨道自然衰减下降，于1967年10月31日前坠落在月表西经22-30度处。

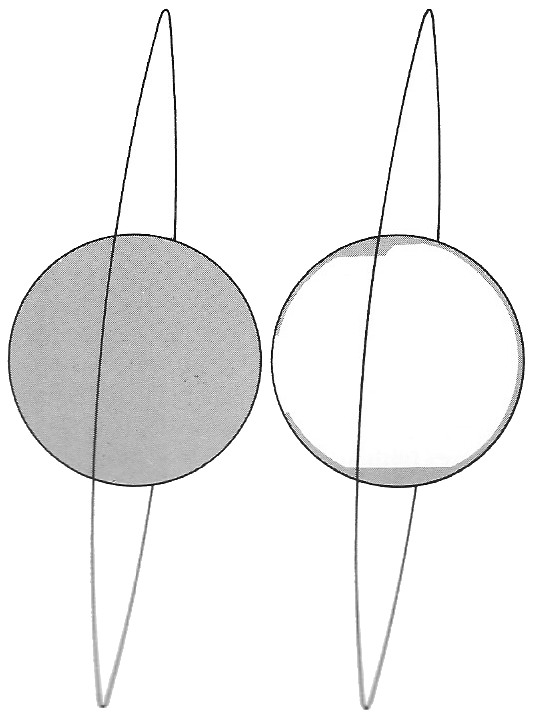
探测器轨道和月球正面(左)及背面(右)覆盖范围

| 月球摄影研究: | 评估阿波罗和勘测者探测器着陆点 |
| 流星体探测器: | 检测月球环境中的微流星体       |
| 碘化铯探测器: | 临近月球的辐射环境             |
| 月面测量:     | 月球的引力场与物理属性         |

## 另请参阅
- 月球轨道器图像恢复项目
- 月球探索
- 月球轨道器1号
- 月球轨道器2号
- 月球轨道器3号
- 月球轨道器5号